# Bruno Fiordelmondo
Bruno Fiordelmondo, vollständiger Name Bruno Valentino Fiordelmondo Scheeffer, (* 8. Januar 1987 oder 1. August 1987 in Salto oder Artigas) ist ein uruguayischer Fußballspieler.

## Karriere
Der 1,84 Meter große, "Talco" genannte Defensivakteur Fiordelmondo, der auf der Position des linken Außenverteidigers eingesetzt wird, wechselte zur Apertura 2014 auf Leihbasis zum norduruguayischen Erstligaaufsteiger Tacuarembó FC und somit erstmals in seiner Karriere in den Profifußballspielbetrieb der AUF. Als vorherige Station werden Ferrocarril de Salto (Ferro Carril FC) und die Departamento-Auswahl von Salto angegeben. Mit dem 1912 gegründeten Ferro Carril F.C. gewann er mehrfach die Meisterschaft von Salto und wurde zweifacher Meister der OFI. In der laufenden Saison 2014/15 wurde Fiordelmondo beim Tacuarembó FC bislang (Stand: 6. Februar 2015) zehnmal (kein Tor) in der Primera División eingesetzt. Nach der Apertura 2014 kehrte er zum Ferro Carril F.C. zurück.